# 簡報
簡報，全稱簡述報告、演示文稿，因以前用幻燈片報告而混同叫幻灯片，有时也借用簡報軟件PowerPoint来代指電子版簡報，是指就一個題目向聽眾陳述內容、传达讯息或观点的過程。這一過程中所展示的圖片、文字說明也可叫簡報。
簡報的形式可以多元化：除了使用簡報軟體之外，傳統的印刷或手寫方式亦是很好的簡報媒介。在不少的研討會中，海報展示及論文簡報都是常見的簡報方式。此外，在戶外場所，亦有使用大張的活動展板作簡報（在香港，一般俗稱為「人肉PowerPoint」）。

## 簡報的製作
要做一個的簡報，可以依從下列四個步驟：
- 計劃：瞭解聽眾，如他們的背景、需要、甚至演講的地點。對小學生作的簡報，要活潑簡明；對大學生作的簡報，要清楚而不含糊。在會議室作簡報，可以講得快一點；在學校的禮堂簡報，因為回音的影響而要慢慢講。當時間不夠，就要對內容有所刪減。所以要事前計劃可以怎樣放棄而不會遺漏最重要的內容。
- 準備：先設立主題，然後是這個簡報的各個目的；之後開始寫大綱、銜蓋的範圍。簡報應該鼓勵講者和聽眾的互動，引起他們學習的興趣，並鼓勵他們作出回應。
- 發表：現今發表簡報，都會借助簡報軟體，而很少印出或手寫投映片，所以在發表時要好好熟習。避免在簡報上引入過量的動畫，以免聽眾分神。如果簡報內容對聽眾很重要，可以考慮把講稿放在每一張投映片的筆記欄內，並把全份投映片連同筆記列印交與聽眾。
- 檢討：做簡報後，需要向另一班聽眾重覆，以使下一次簡報做得更好。

## 工具

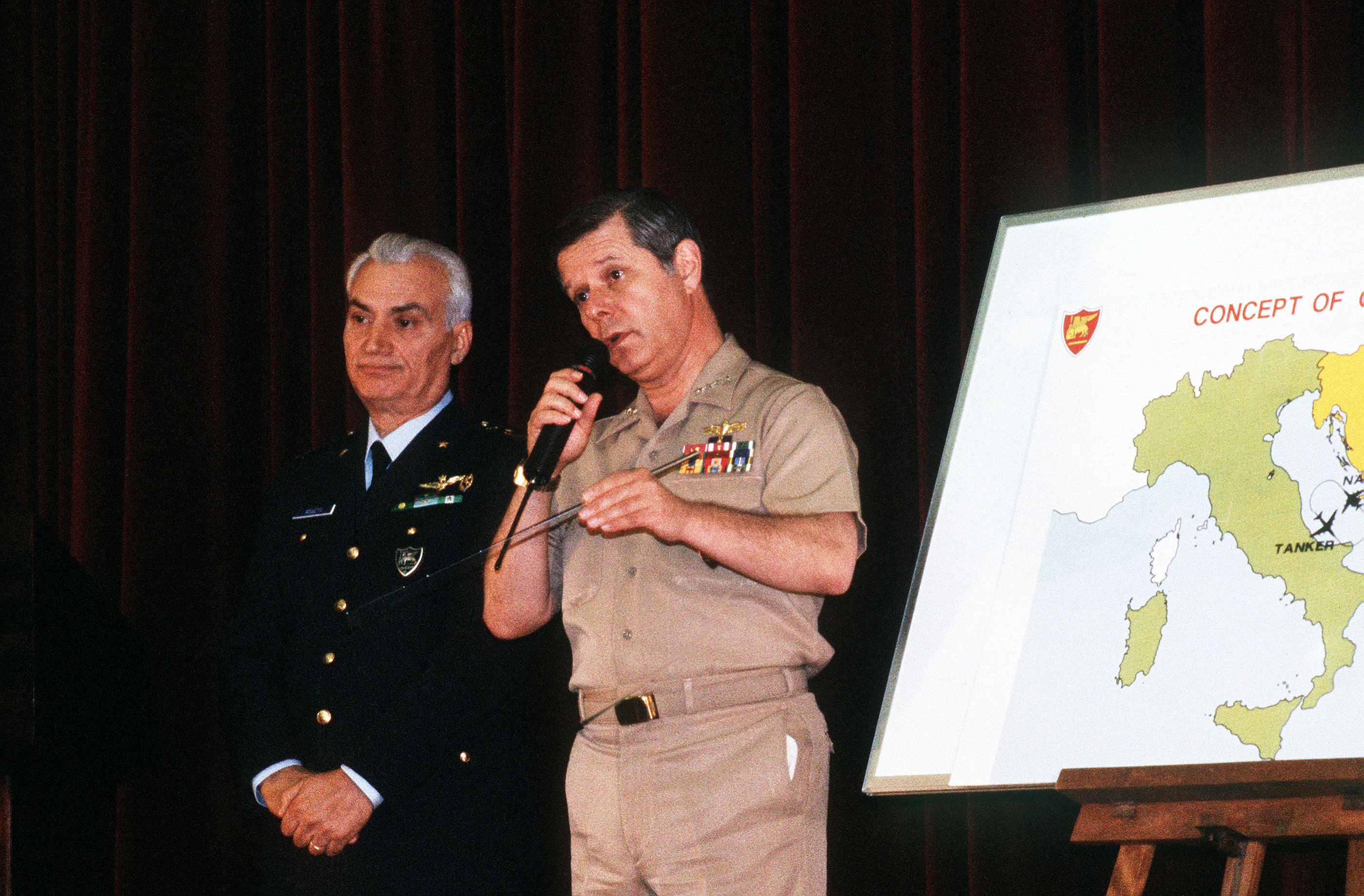
美軍簡報

- 簡報軟體：今日的簡報中，簡報軟體都不可或缺。Microsoft PowerPoint、OpenOffice.org Impress、LibreOffice Impress、Harvard Graphics、WPS Office、Keynote或Lotus Freelance都是很常用的簡報軟體。但當要表述複雜的圖表，而軟體的有限功能未能有效传达讯息，就要借助如Adobe Illustrator的美工軟體來輔助製作。
- 瀑布圖：圖的Ｙ軸表示100%的市場佔有率。這種圖會把市場佔有率由大至小，順序以棒型圖枚舉。
- BCG矩陣：一般的本科課程只會簡單講BCG矩陣的四個方格所代表的意思，但其實這個圖並非固定，反而我們可以從圖裡看出有哪些地方可以改善，從而扭轉形勢。
- SWOT分析：SWOT分析的好處是簡明清楚，每一項都詳列，有助決策。

## 技巧
- 字體要夠大。太細的話，沒有人可以看到，就失去了意義。
- 切忌在簡報內插入表格，特別是資產損益表之類的表格。沒有人有心機去細閱每一行細字所表達的內容。
- 切忌貪心，在每一版塞入太多內容。每一版內最多放四、五行。太多的話，也最多分成兩版或三版表示。要是你發覺你的內容超過三版，那表示你的簡報不夠簡潔。

## 相關軟體
- Microsoft PowerPoint
- OpenOffice.org Impress
- Google Slides
- Keynote
- Harvard Graphics
- Lotus Freelance
- Adobe Illustrators